# Пуя
Пу́я — река в Вельском и Шенкурском районах Архангельской области, левый приток реки Вага (бассейн Северной Двины).
Длина реки — 172 км, площадь водосбора — 2500 км².

## География
Высота истока — 190 м над уровнем моря. Река начинается на водоразделе бассейнов рек Онега и Северная Двина, на западе Вельского района Архангельской области, близ станции Тулма, находящейся на разобранной в 2010 году ширококолейной железной дороге, соединяющей населённые пункты Юра и Тёгро-Озеро Вельского района Архангельской области. Первые 25 км течения Пуя течёт сначала на север, а затем на восток. Ширина Пуи при этом не превышает 10 м. Затем, приняв пару притоков, Пуя у деревни Сидоровская переходит в озеро Верхопуйское, а затем и Холмовское. Из озера Холмовское Пуя вытекает уже рекой, со сформированной речной долиной и шириной русла 25-30 м. В среднем течении Пуя, петляя, течёт на восток. По берегам реки всё чаще появляются населённые пункты, в том числе центры сельсоветов Вельского района: Малая Липовка и Долматово. В нижнем течении Пуя поворачивается на северо-восток, выходя на территорию Шенкурского муниципального района. В среднем и нижнем течениях берега реки Пуя густо заселены. Ширина поймы Пуи в срнднем течении равна 2 км, в нижнем — до 3 км. Ширина Пуи в среднем течении равна 50 м, в нижнем — до 80 м. В нижнем течении, ниже впадения Суланды, на Пуе появляются разливы шириной до 200 м. Ширина Пуи в устье равна 140 м. В нижнем течении Пуя сильно извивается, образуя множественные старицы. За 9 км до впадения в Вагу, Пуя принимает свой самый большой приток — Суланду. Пуя впадает в Вагу чуть выше деревни Аксёновская. Питание в основном снеговое.

## Притоки
(указано расстояние от устья)
- 9 км: река Суланда
- 41 км: ручьи Наровка
- 79 км: река Пюдля
- 94 км: река Леменьга
- 100 км: река Малая Уфтюга
- 103 км: река Большая Уфтюга
- 114 км: река Уздра
- 116 км: река Каска
- 124 км: река Большая Семёновка
- 134 км: река Солица
- 138 км: река Чёрная
- 144 км: ручьи руч. Кривой

## Населённые пункты на реке Пуя
В верхнем течении находится ныне нежилой посёлок Муниципального образования «Верхнешоношское»:
- Еменьга

На берегах озёр Верхопуйское и Холмовское, а также в среднем течении реки расположены деревни Муниципального образования «Липовское»:
| - Сидоровская - Георгиевское - Палкино - Туймино | - Михайловка - Залеменьга - Малая Липовка - Леменьга | - Подпялусье - Фоминская - Андричевская |

 и Муниципального образования «Пуйское»:
| - Осташевская - Рогово - Стрелка - Макаровская - Великое - Семёновская | - Лужок - Лямчинская - Дмитриево - Долматово - Васьково | - Екимово - Борисовская - Харюшинская - Бяково - Гамиловская |

Далее река протекает по территории Муниципального образования «Ровдинское» Шенкурского района:
| - Югрютинская - Тырлинская - Леоновская - Литовтинская | - Демидовское - Щебневская - Синцовская - Степачевская | - Еремино - Константиновская - Аксёновская |

## Данные водного реестра
- Бассейновый округ — Двинско-Печорский
- Речной бассейн — Северная Двина
- Речной подбассейн — Северная Двина ниже места слияния Вычегды и Малой Северной Двины
- Водохозяйственный участок — Вага